# Trebinje, Bosna in Hercegovina
Občina Trebinje, popis 1991.; skupaj: 30.996
Trebinje, popis 1991.; skupaj: 21.870
Trebinje (srbsko Требиње) je najjužnejša občina in mesto v Bosni in Hercegovini.  Upravno spada v entiteto Republiko Srbsko. Mesto je bilo prvič omenjeno v 10. stoletju. V mestu je dejanski oz. "začasni" sedež Zahumsko-hercegovske in primorske eparhije Srbske pravoslavne cerkve (nominalno je v Mostarju).

## Geografija
Mesto stoji ob reki Trebišnjici v jugovzhodni Hercegovini, 10 km od Jadranskega morja.  Ob reki je več starih mlinov in mostov, od katerih so trije v samem mestu. Najbolj slaven je Arslanagića most, katerega je dal zgraditi Mehmed Paša Sokolović leta 1574. Trebišnjica, na kateri je več hidroelektrarn, pozimi redno poplavlja. Južno od Popovega polja ponikne in ponovno izvira kot Ombla ali Rijeka dubrovačka v bližini Dubrovnika.

## Klima
Trebinje ima sredozemsko podnebje s kratkimi milimi zimami in dolgimi vročimi poletji in je najbolj vroče mesto v Bosni in Hercegovini. Povprečna letna temperatura je 16,6 °C (1983-2011). Povprečna januarska temperatura je 8,3 °C, povprečna julijska pa 26,5 °C.  Sneg zapade zelo redko. Poleti dnevne temperature dosežejo tudi 40 °C, pozimi pa redko padejo pod 0 °C.  Najvišja temperatura je bila 45,5 °C, izmerjena 22. julija 2007. Najnižja zimska temperatura je bila -8 °C, izmerjena 14. januarja 1968. Klima je primerja za pridelavo mandarin, pomaranč, limon, oljk in drugih subtropskih kultur.

## Zgodovina

### Stari vek
Najnovejše arheološke raziskave, ki so bile opravljene v letih 1997 in 1998, so potrdile domnevo o neprekinjeni naseljenosti področja Trebinja od kamene dobe do danes. Prazgodovinskih objektov (tumuli in gradišča) je nekaj tisoč, do sedaj raziskanih pa je samo nekaj deset. Pri Bileći so odkrili ilirsko Kačanjsko grobnico z zelo nenavadnim načinom pokopavanja in grobnimi pridatki, od katerih so nekateri prinešeni iz Grčije.  To pomeni, da so imeli davni prebivalci sedanje vzhodne Hercegovine živahne stike s širšo okolico.  
Okoli leta 380 pr. n. št. so se pod pritiskom Keltov na levi breg spodnjega toka  reke Neretve priselili ilirski Ardijejci, porazili Avtarijate in poselili ozemlje od spodnjega toka Neretve do Vojuše v Albaniji.. V tretji ilirski vojni so Rimljani leta 168 pr. n. št. razbili ilirsko-makedonsko zavezništvo in Ilire dokončno vključili v svoje cesarstvo.

### Srednji vek
Krajevno ime Trebinje je prvič omenjeno v De administrando imperio bizantinskega cesarja Konstantina VII. Porfirogeneta med opisi srbskih ozemelj. 
Ena od najstarejših geografsko-političnih tvorb, ki so nastale po prihodu Slovanov, je bila Travunija (grško Τερβουνια [Terbounia]), ki je na jugu segala do Dubrovnika, na severozahodu do Gacka in Pive in na jugovzhodu do Risna. V Travuniji je bilo pet mest, med njimi tudi Trebinje, ki je bilo njeno središče in je dalo celi pokrajini svoje ime. Natančne značilnosti mest niso poznane, prav gotovo pa so bila utrjena in so imela vojaške garnizije.
Travunija je bila provinca Srbske kneževine, v kateri je vladala dinastija Vlastimirović. Prvi poznani travunjski oblastnik je bil grof Beloje, ki je okoli leta 819 vladal pod knezom Vlastimirjem, morda tudi Radoslavom ali Prosigojem. Vlastimir je sredi 9. stoletja poročil svojo hčerko z Belojevim sinom Krajino in mu dal v upravljanje Trebinjsko župo. Za Krajino je vladal njegov sin Hvalimir, za njim pa njegov sin Čučimir. Leta 969 je Srbijo podjarmilo Bizantinsko cesarstvo.
Mesto je obvladovalo cesto med Dubrovnikom in Konstantinoplom, po kateri so v prvi križarski vojni leta 1096 potovali na vzhod tudi Rajmond IV. Touluški in njegovi križarji. Pokrajina je pod imenom Tribunija ali Travunja pripadala Srbskemu cesarstvu vse do leta 1355, potem pa je leta 1377 postala del srednjeveškega Bosanskega kraljestva Tvrtka I. Kotromanića. Trebinje in njegovo okolico je do leta 1438 upravljala bosanska družina Pavlović, dokler ga ni k svojim posestim pripojil Stjepan Vukčić Kosača. 
Trebinje je imelo carino in sedež trebinjsko-mrkanjske škofije. Mestno upravo  je vodil mestni knez. Med najvplivnejšimi plemiškimi družinami so bili Ljubibratići, Poznanovići, Raspudići in Starčići.Med konaveljsko vojno so Dubrovčani v spopadu z vojvodo Radoslavom Pavlovićem v okolici Trebinja  leta 1430 doživeli hud poraz. 
Leta 1482 je Travunijo in celo Hercegovino zasedlo Osmansko cesarstvo. Turki so na mestu srednjeveške trdnjave Ban Vir na zahodnem bregu Trebišnjice zgradili mestni kastel. Mestno obzidje, Stari mestni trg in dve mošeji je zgradila družina Rusulbegović na začetku 18. stoletja. V 16. stoletju je Mehmed Paša Sokolović malo severno od mesta v vasi zgradil  most, ki ga je dolgo časa upravljala družina Arslanagić, po kateri je dobil ime. Most ima dva velika in dva manjša loka in je eden od najlepših mostov, ki so jih v osmanskem obdobju zgradili v Bosni in Hercegovini.

### Moderno obdobje
V obdobju avstroogrska aneksije Bosne in Hercegovine (1878–1918) je bilo na okoliških hribih zgrajenih več utrdb, v samem mestu pa je bila vojaška garnizija. Državna uprava je mesto modernizirala, ga razširila proti vzhodu in zgradila sedanjo glavno ulico, več trgov, parkov in šol. 
V Socialistični federativni republiki Jugoslaviji (1945-1990) se je mesto hitro razvijalo. Na reki Trebišnjici je bilo zgrajenih nekaj hidroelektrarn in število prebivalstva je močno naraslo. 
Med vojno na Hrvaškem leta 1991 je bilo Trebinje eno od oporišč Jugoslovanske ljudske armade, iz katerega se je začel napad na Dubrovnik. Poleti leta 1992 je Trebinje napadla hrvaška vojska in zasedla del ozemlja. Z Daytonskim mirovnim sporazumom je področje Trebinja postalo del novoustanovljene občine Ravno v okviru Federacije Bosne in Hercegovine.

## Prebivalstvo
V zadnjem uradnem popisu prebivalstva leta 1991 je imelo Trebinje 21.870 prebivalcev, od tega  68,19 % Srbov, 19,33 % Bošnjakov, 1,58 % Hrvatov, 6,72 % Jugoslovanov in 4,18% drugih. Občina Trebinje pa v 178 naseljih  30.996 prebivalcev.
Po podpisu Daytonskega sporazuma je bila občina Trebinje razdeljena na občino Trebinje, ki je pripadla Republiki Srbski, in občino Ravno, ki je pripadla Federaciji Bosne in Hercegovine.

## Slavni meščani
- Jovan Dučić, srbski pesnik in diplomat
- Ruđer Bošković, znanstvenik, rojen v vasi Orahov do pri Trebinju

## Gospodarstvo
Trebinje je bilo leta 1992 zelo razvito mesto. Nosilci gospodarstva so bili kovinska industrija (Industrija orodij Trebinje), tekstilna konfekcija Novoteks, prehrambena industrija in hidroelektrarne na Trebišnjici. Po vojni leta 1995 je postal kraj izoliran. Število zaposlenih je močno padlo, poleg tega pa se je veliko prebivalcev izselilo ali so bili pregnani.  

## Znamenitosti
Mesto ima lepo ohranjeno obzidje, mestno jedro z lepimi palačami mediteranskega tipa, zelenjavni trg in park s čudovitimi platanami. V mestu je več kot 15 pravoslavnih in dve katoliški cerkvi. Džamije so bile med vojno leta 1992 porušene. Leta 2005 se je obnovila samo Osman-pašina džamija. Med znamenitosti mesta in njegove bližnje okolice spadajo:
- Arslanagića most, v zadnji vojni tudi Petrovićev most, je kot nadarbino za svojega sina, padlega v spopadu z Benečani, leta 1574 zgradil Mehmed Paša Sokolović. Ko so bili Turki pod pritiskom Črnogorcev leta 1687 pregnani iz Herceg Novega, se je mnogo turških družin preselilo v Trebinje. Med njimi je bil tudi nek Arslan-aga, ki je dobil posesti vzhodno od Trebinja in pravico, da pobira mostnino na mostu preko Trebišnjice, kateremu je dal svoje ime.

Z izgradnjo hidroenergetskega sistema na Trebišnjici je most leta 1965 zalilo akumulacijsko jezero. Most se je na zahtevo Zavoda za zaščito kulturnih spomenikov  med praznjenjem jezera leta 1966 razstavil in ponovno postavil med vasema Gradina na desni in Police na levem bregu Trebišnjice v samem predmestju Trebinja.
- Hercegovska Gračanica, ki je verna kopija cerkve samostana Gračanica na Kosovu. Zgrajena je bila leta 2000 na griču Crkvina nad Trebinjem, da bi se izpolnila zadnja želja slavnega trebinjskega pesnika Jovana Dučića. Njegovi posmrtni ostanki so bili prenešeni iz Združenih držav Amerike v kripto nove cerkve. Spominski kompleks tvorijo cerkev Presvete matere Božje z ločenim zvonikom, dvorec, knjižnica, galerija, česma in letni vrt. Cerkev je vidna iz vseh delov mesta in je eden od najlepših verskih objektov v vzhodni Hercegovini. Z griča je lep pogled na Trebinje in okoliške hribe.

- Pravoslavna stolna cerkev Preobraženje Gospodnjeg stoji v središču mesta. Gradila se je od leta 1888 do 1908. Poleg cerkve je eparhijska palača s knjižnico. Pod njenim pokroviteljstvom deluje pevski zbor svetega Vasilija Ostroškega in folklorno društvo.

- Katoliška katedrala, nekoč cerkev Rojstva blažene device Marije je bila zgrajena konec 19. stoletja.

- Osman-pašina džamija je bila zgrajena leta 1729 na ukaz Osman-paše Resulbegovića. Stoji v središču starega dela mesta. Na pravoslavni praznik Savindan 27. januarja 1993 je bila požgana in porušena. Prvi poskus obnovitve leta 2001 so s protesti preprečili in kamenjanje preprečili  srbski ekstremisti. Džamija je bila ponovno zgrajena in odprta 10. julija 2005.

- Samostan Tvrdoš stoji ob Trebišnjici v vasi Tvrdoši, 4 km nizvodno od Trebinja. Posvečen je vnebovzetju Marije matere Božje. Samostan sta po ljudskem izročilu ustanovila cesar Konstantin in  njegova mati Helena. Je eden od najstarejših samostanov v Bosni in Hercegovini in eden od najpomembnejših samostanov srbske pravoslavne cerkve. V njem je sedež Zahumsko-hercegovske škofije. Zgrajen je bil verjetno na začetku 16. stoletja.

Samostan je bil, kot večina verskih objektov na tem področju, večkrat porušen in obnovljen. Najprej je bil porušen v velikem potresu, ki je v drugi polovici 17. stoletja prizadel Dubrovnik. Leta 1694 so ga do temeljev porušili Benečani, ker so se bali, da bo postal turška trdnjava. Obnovljen je bil leta 1924.
- Samostan Duži, ki je posvečen prikazovanju Matere Božje stoji na kevem bregu Trebišnjice, 7 km nizvodno od Trebinja.  V 16. in 17. stoletju je bil v lasti samostana Tvrdoš. Ko je bil samostan Tvrdoš leta 1694 v potresu porušen, so se škof in menihi preselili v samostan Duži.  Obnovili so samostan in povečali cerekev. Do ukinitve Pečke patriarhije leta 1776 je bil samostan sedež hercegovskega metropolita. Samostan je bil večkrat opustošen in hrani dragocene rokopise, tudi ruske izdaje iz Moskve in Kijeva, in odlomek svetega križa.

- Samostan Zavala stoji v istoimenski vasi na vzhodnem delu Popovega polja. Cerkev, posvečena prikazovanju Matere Božje, je s svojim severnim delom potisnjena v naravno votlino. Prva zapis o samostanu je z začetka 16. stoletja. Samostan je bil med drugo svetovno vojno poškodovan in opuščen. Po vojni je ponovno oživel. V njem se je pomenišil sveti Vasilij Ostroški.

- Petro Pavlov samostan stoji na Popovem polju nekaj kilometrov zahodno od Trebinja. V njegovi bližini je Pavlova votlina, kamor je po izročilu zahajal sveti Pavel na poti v Rim. Blizu samostana so ruševine, za katere se verjame, da so ostanki cerkva apostolov Petra in Pavla iz 11., morda celo iz 6. stoletja.

- Spominska cerkev svetega Vasilija Ostroškega stoji v vasi Mrkonjići ob hiši, v kateri je bil rojen.